# Casas de Guerrero (Ademuz)

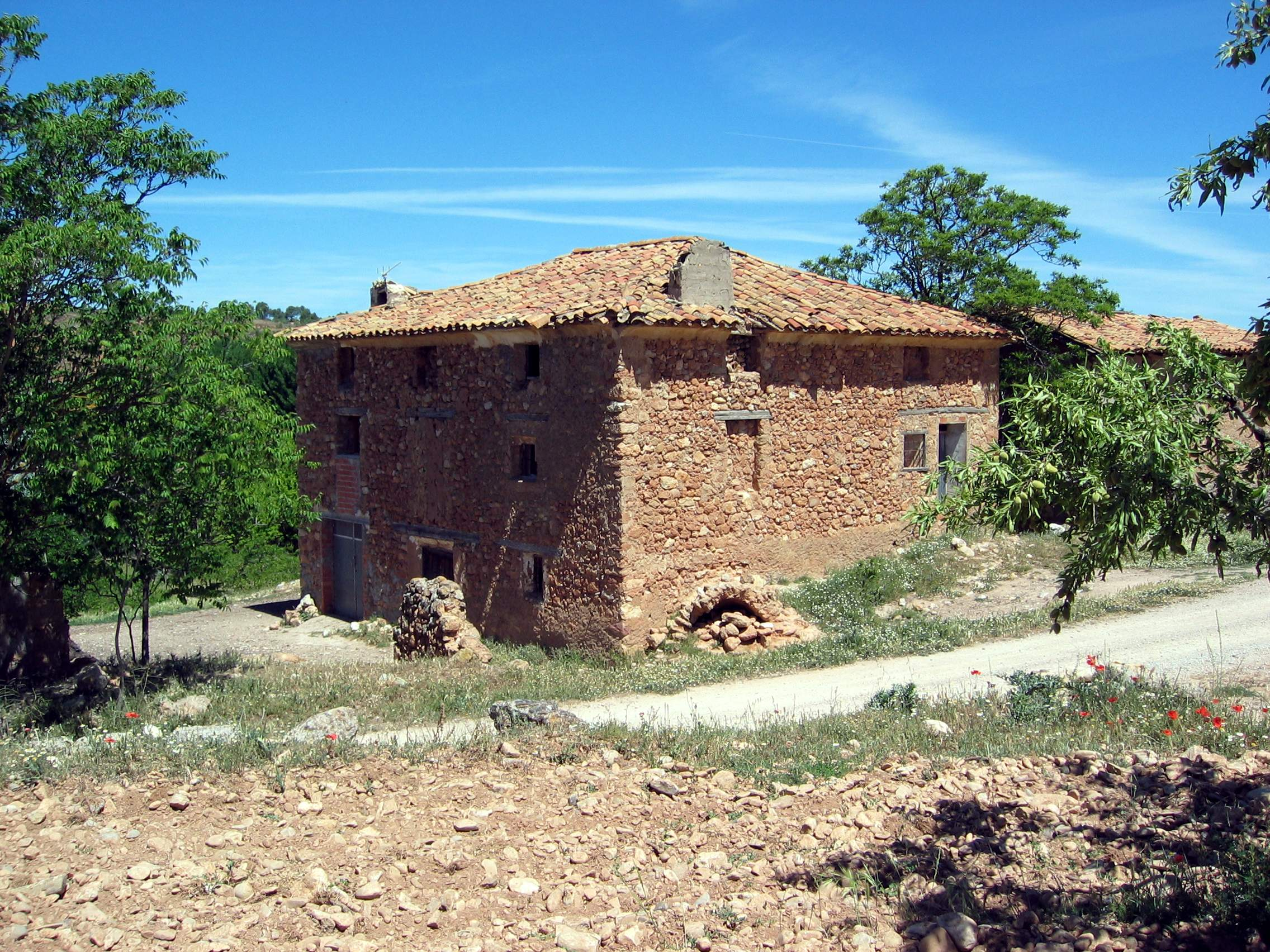
Vista fronto-lateral de la «Casa Grande» de Guerrero, Ademuz (Valencia), año 2015.

Las Casas de Guerrero, lugar también conocido como Masada de Guerrero  o simplemente Guerrero, son un conjunto de antiguos caseríos o rentos en despoblado, ubicados en el término municipal de Ademuz, provincia de Valencia (Comunidad Valenciana, España).
Dichos caseríos están en la actualidad deshabitados, pero antaño formaron parte del poblamiento disperso del Rincón de Ademuz, junto a otros en Ademuz (Altamira, Casas de la Balsa, El Soto, El Sotillo, y el Molino de los Cuchillos), Castielfabib (Casa Aurel, Casa del Mojón, Casa Molina, ambos Colladillos -el de Arriba y el de Abajo-, Las Monjas, Las Tóvedas –de Arriba y de Abajo-, La Veintena, y el Molino del Barranco Hondo), Puebla de San Miguel (El Pomar, La Masada, Masada de los Boteros, Masada de don Joseph Soriano y Montoya, y Masada de Sandalinas), en Torrebaja (Molino de San José o de Arriba y el Molino de Abajo, también conocido como «del Señor» o «del Mayorazgo») y Vallanca (La Veguilla, también conocida como «San Juan de la Veguilla»), entre otros lugares, cuyas fincas laboraban aparceros o renteros de los antiguos mayorazgos o propietarios.- Algunos de estos lugares han desaparecido, otros se hallan en estado ruinoso o en situación de abandono, solo uno, el mencionado lugar de El Soto, en el término municipal de Ademuz, está habitado de forma permanente por una familia.

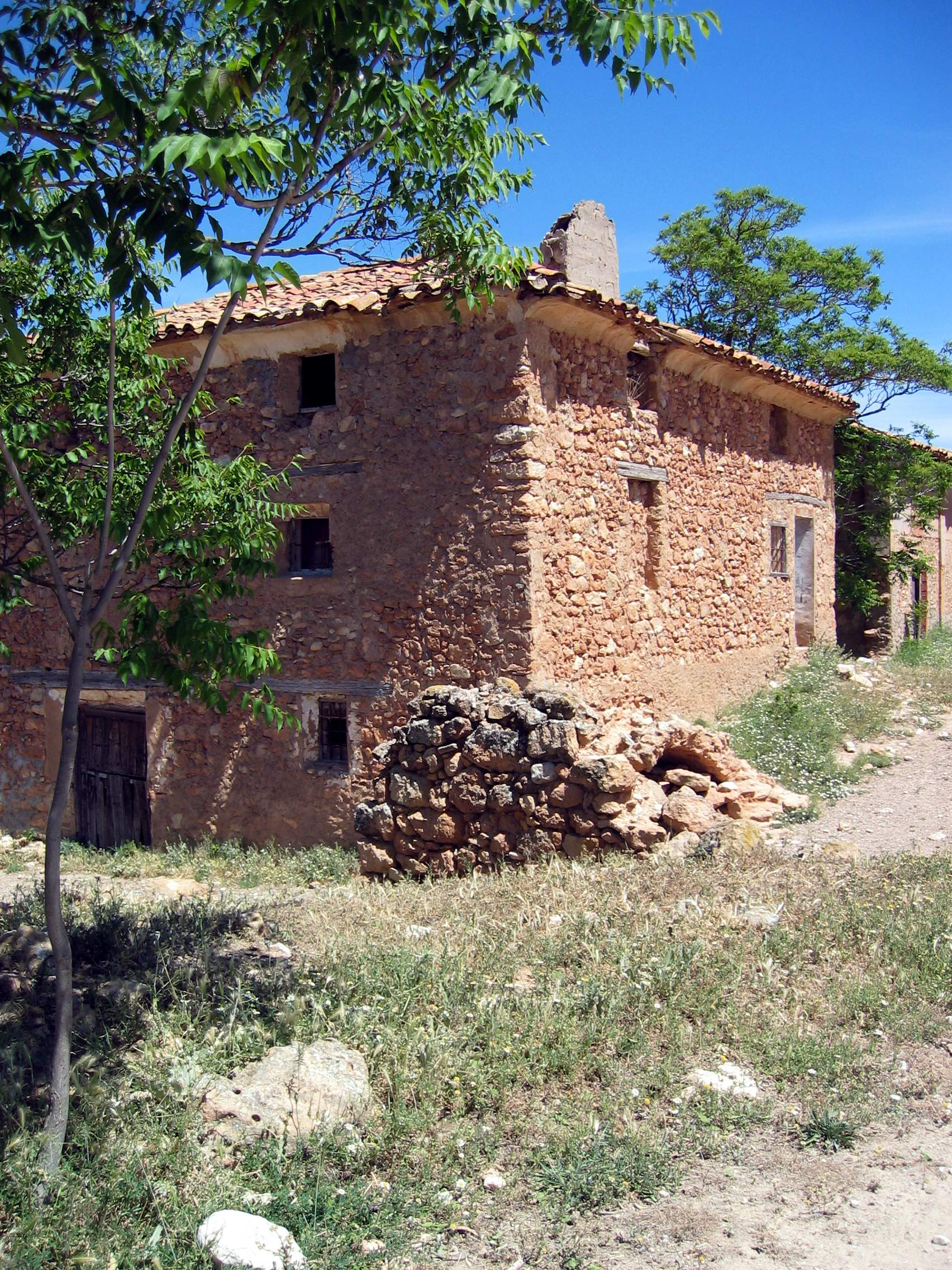
Vista fronto-lateral de la «Casa Grande» de Guerrero en Ademuz (Valencia), con detalle de un "horno de pan cocer" en el ángulo sureste, año 2015.

## Historia
Respecto del topónimo «Guerrero», se desconoce el porqué del mismo aplicado a esta partida, más allá de su significado en castellano, «persona dedicada a las armas o involucrada en la guerra».
Según el Nomenclátor de población (1860), el poblado estaba formado por nueve casas, de las cuales solo dos estaban continuamente habitadas. En la década siguiente del mismo siglo XIX consta que en «la masada de Guerrero, término de Ademuz» tuvo lugar el nacimiento de un niño –Román Sánchez Garrido (1875-1942), hijo de Manuel y de Carmen, ambos de Torrebaja-, cuyo alumbramiento tuvo lugar el 4 de octubre de 1875. Manuel y Carmen, padres del recién nacido, debían ser moradores de las Casas de Guerrero, tal vez renteros o aparceros. El padre del niño -Manuel Sánchez Muñoz (1844-1927)-, fue alcalde de Torrebaja en dos legislaturas (1891-1894) y (1903-1904). El mismo niño acabaría siendo también primer edil de Torrebaja (1916-1920).

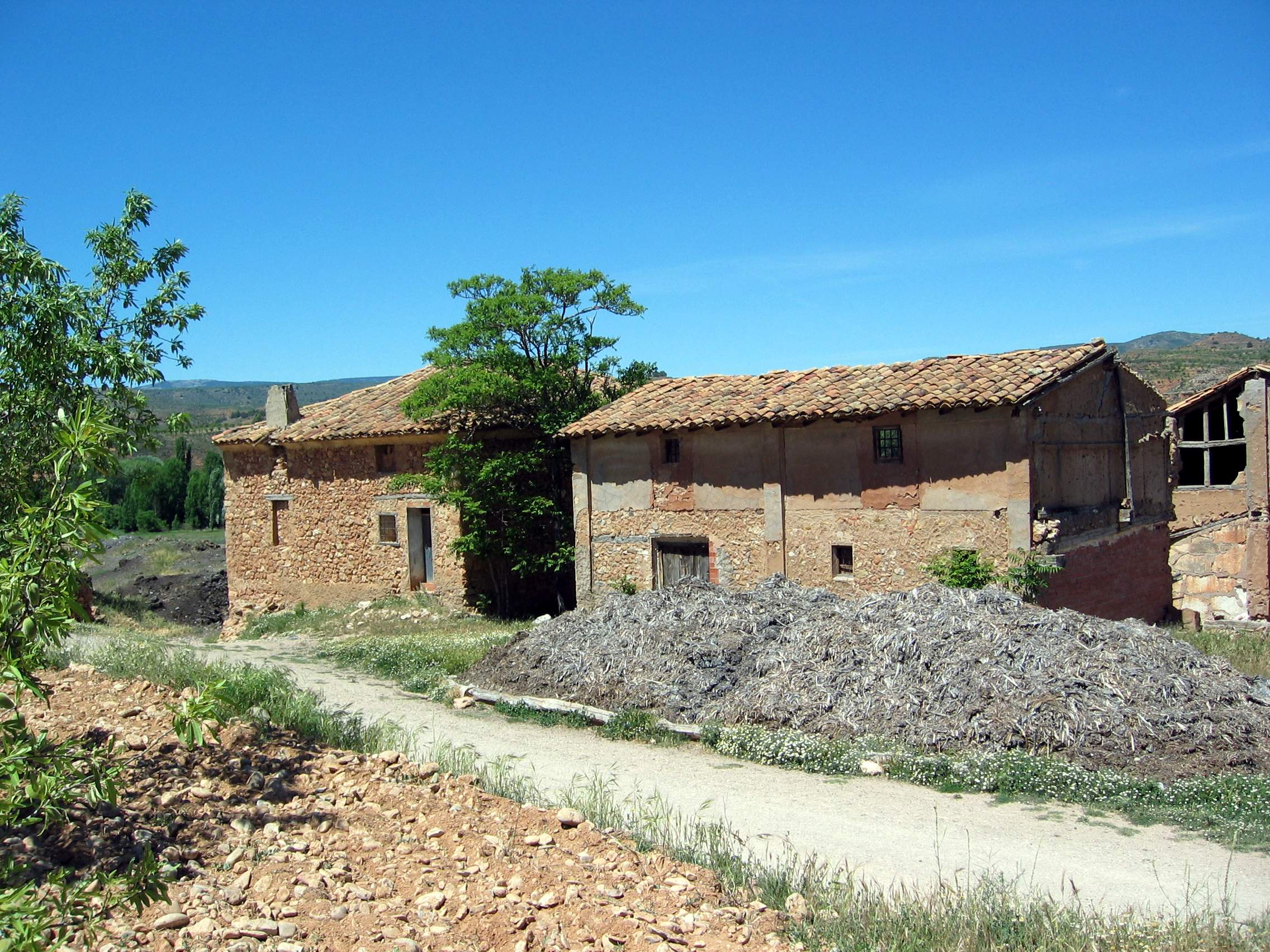
Vista parcial de las «Casas de Guerrero», Ademuz (Valencia), año 2015.

A finales de la misma centuria, sin embargo, la población de las Casas de Guerrero ascendía a 27 habitantes. El censo del lugar disminuyó considerablemente durante el primer tercio del siglo XX, aunque la población aumentó de forma puntual con motivo de la llegada de refugiados durante la guerra civil española (1936-1939). Consta que varias familias –al menos una de Ademuz y dos de Torrebaja- estuvieron viviendo en la zona: una de las de Torrebaja por haberse quedado sin vivienda, tras el bombardeo sufrido por la población el 26 de noviembre de 1938 -Rosalía Manzano Soriano (1905-1998)-, dice:

«[...] luego nos marchamos a vivir a las Casas de Guerro (Ademuz), hasta que terminó la guerra. Estuvimos con la familia de Amparo la Curandera y otras gentes que había; y los Poncios de Ademuz nos traían comida. Recuerdo que había otros refugiados o evacuados, y unos presos que trajeron de Castellón y Valencia».
Acerca del bombardeo de Torrebaja..., Alfredo Sánchez Garzón

 Otro testimonio -Josefa Marín Sánchez (Torrebaja, 1938)- dice:

«Sí, yo nací el mismo día y a la misma hora que en se produjo el bombardeo de Torrebaja del 26 de noviembre de 1938. [...] En cuanto mi madre (me) parió, unos guardias de etapas nos llevaron en una ambulancia a Guerrero, porque tenían miedo de que volvieran los aviones. Como la ambulancia no pudo atravesar el puente (de Guerrero sobre el Turia), que era muy estrecho, desde allí a las Casas de Guerrero nos trasladaron en camilla. Estuvimos viviendo en casa de los padres de Amparo la Curandera; residimos allí bastante tiempo, y también vinieron los Serapios (de Torrebaja), Rosalía, su madre y una hermana..., a los que la aviación había tirado la casa».
Acerca del bombardeo de Torrebaja..., Alfredo Sánchez Garzón

A mediados de los años cincuenta del siglo XX todavía había gente viviendo en las Casas de Guerrero, quedándose deshabitado el lugar tras la marcha de la familia de Amparo la Curandera.

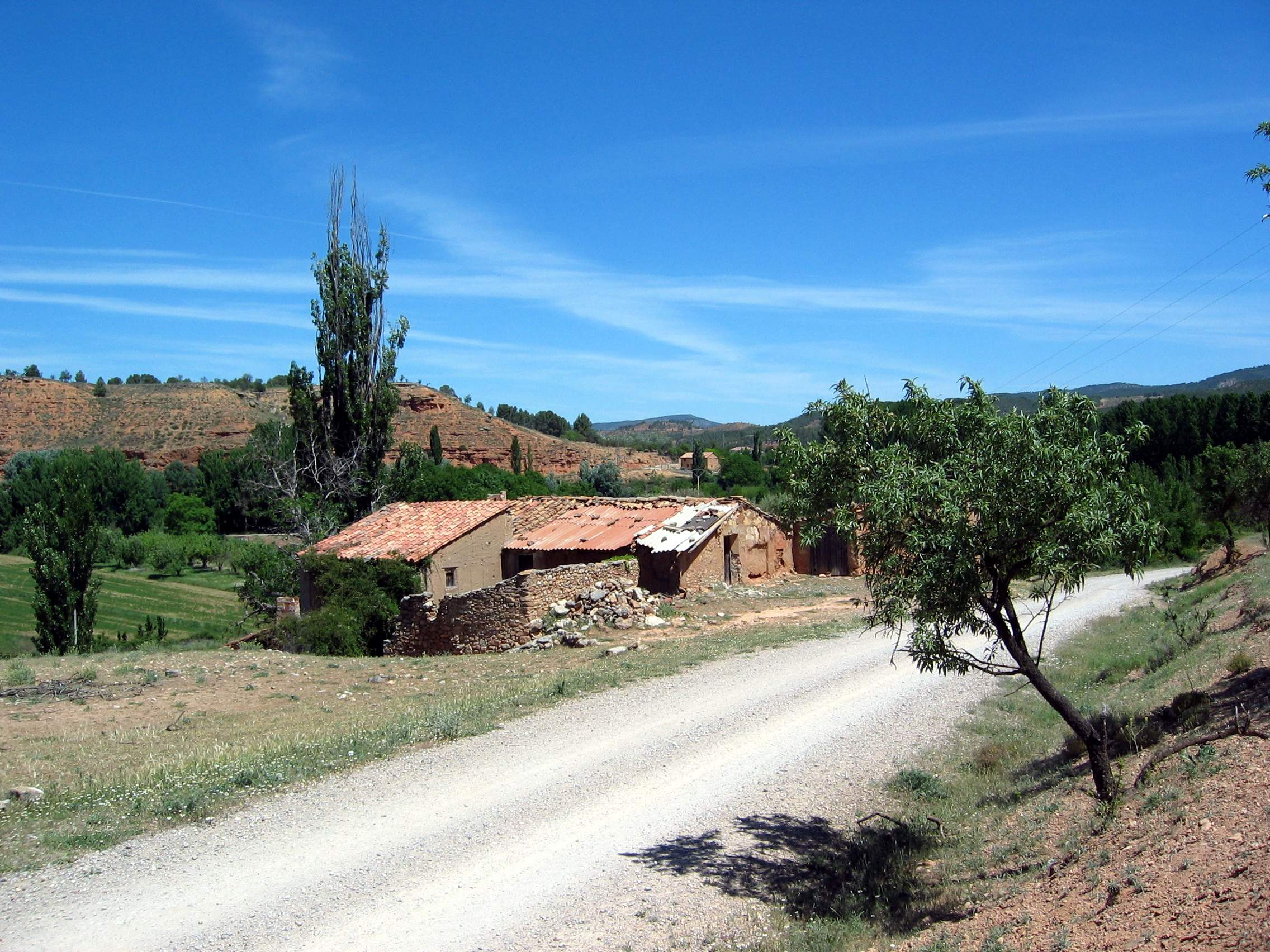
Vista parcial de las «Casas de Guerrero», Ademuz (Valencia), año 2015.

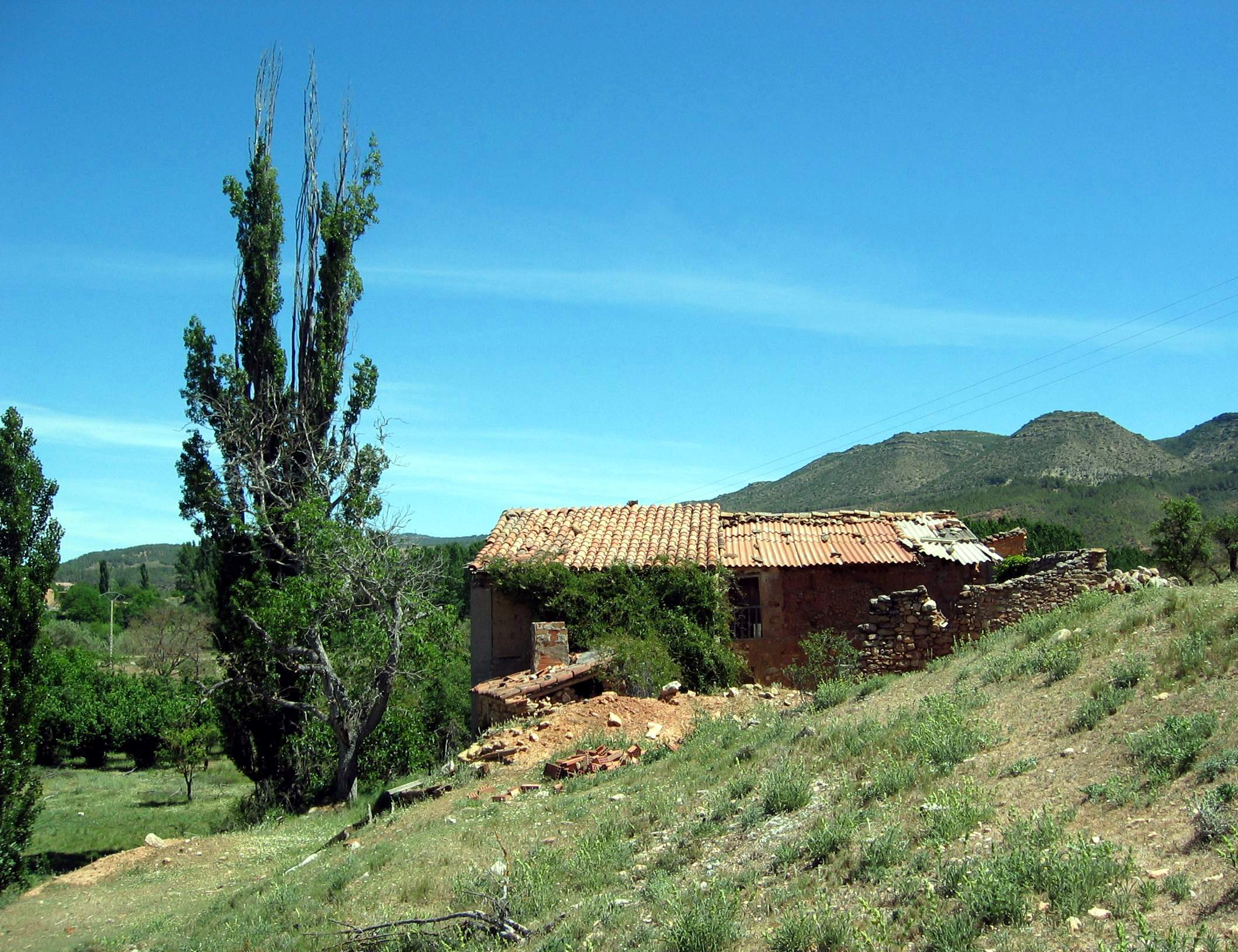
Vista parcial de las «Casas de Guerrero», Ademuz (Valencia), año 2015.

## Ubicación y estado
Las Casas de Guerrero se hallan al noreste del término, margen izquierda del río Turia, entre la vega y la cota baja del monte. El conjunto se halla distribuido en tres grupos de casas, todos ellos a ambos lados del camino que conduce a Ademuz por esta parte: «en el área de transición entre los depósitos aluviales del llano de Guerrero y el fondo del valle del Turia».
El núcleo principal se halla en situación preeminente con respecto a los demás, y está formado por una Casa Grande, que fue vivienda y otras de menor entidad, destinadas a almacenes y corrales con descubierto. La casona es una construcción notable de planta cuadrangular, los muros de mampostería careada, con sillares de piedra caliza y arenisca en los esquinares. Su tejado vierte a cuadro aguas, con teja árabe dispuesta en canal y cobija. Destaca la armadura de la techumbre basada en la típica de cuatro aguas, con cuatro faldones orientados en el sentido de los cuatro puntos cardinales, los mayores en disposición norte-sur, con la viga cimera longitudinalmente dispuesta en sentido este-oeste. La estructura general corresponde a una techumbre a cuatro aguas, subtipo lima-bordón. Detalle curioso en la estructura de la cubierta son las marcas que poseen las vigas maestras, similares a las de cantería en los edificios bajo-medievales; estos signos o dibujos geométricos servían para identificar al obrero que había colocado las vigas. Otro detalle, visible al exterior, es el «horno de pan cocer» existente en la esquina sur-oriental de la construcción, que servía a las necesidades de sus moradores, dada la distancia a los hornos comunales de Ademuz o Torrebaja.
Los tres caseríos de Guerrero se hallan rodeados de cultivos, de secano por la parte del monte y de regadío por la baja, que corresponde a la vega. Curiosamente, los cultivos de regadío se riegan mediante la acequia de Guerrero, cuya agua canalizada procede del río Ebrón o de Castiel, el azud se halla en La Presa de Torrebaja. Dicha acequia servía a los molinos de Torrebaja: San José (o de Arriba) y del Señor (o de Abajo). La acequia, entubada, atraviesa el Turia un centenar de metros más arriba del puente de Guerrero, que queda frente al molino de Abajo.

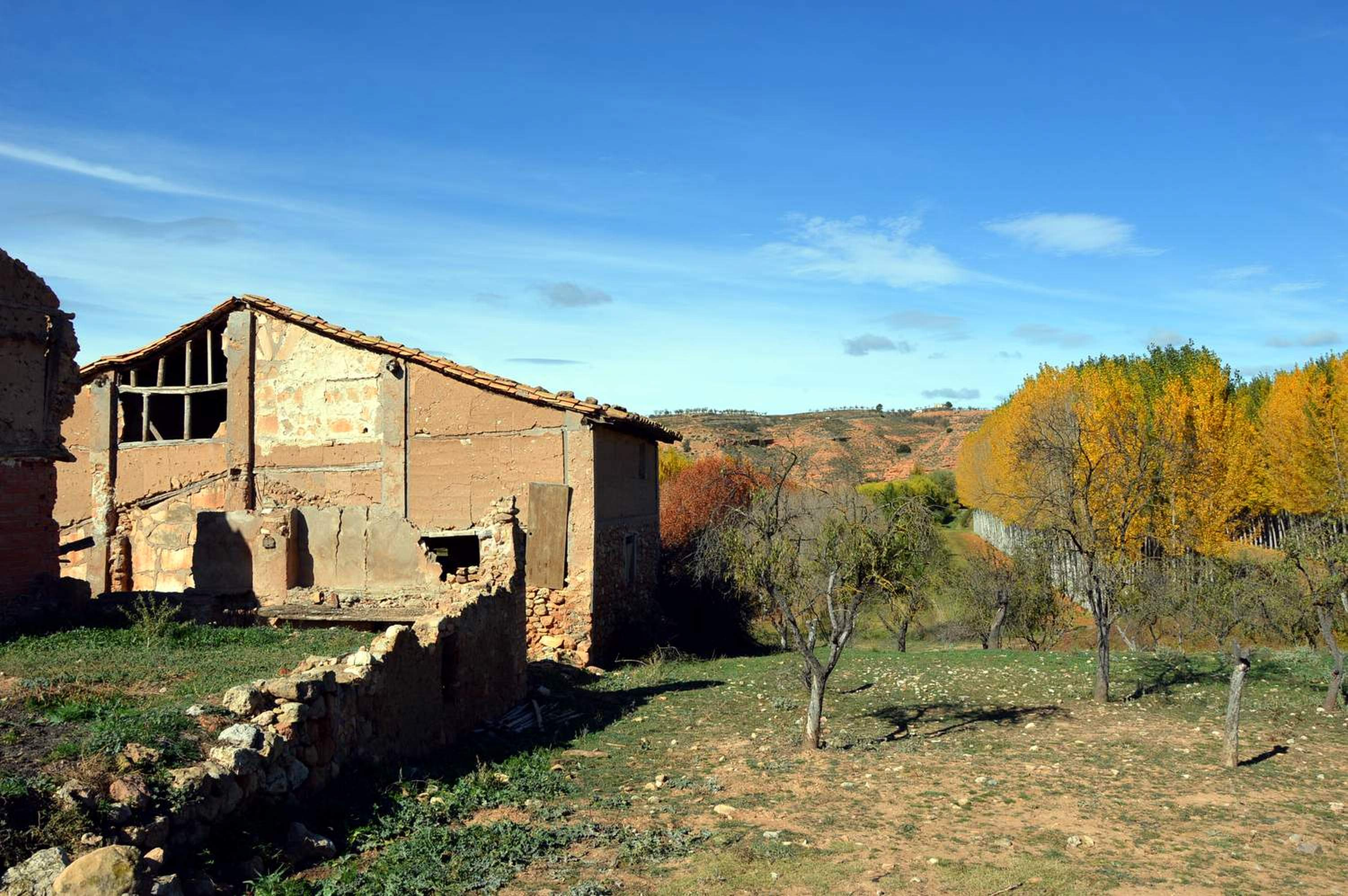
Paisaje rural en Casas de Guerrero (Ademuz), con detalle de construcciones tradicionales (vernaculares), 2015.

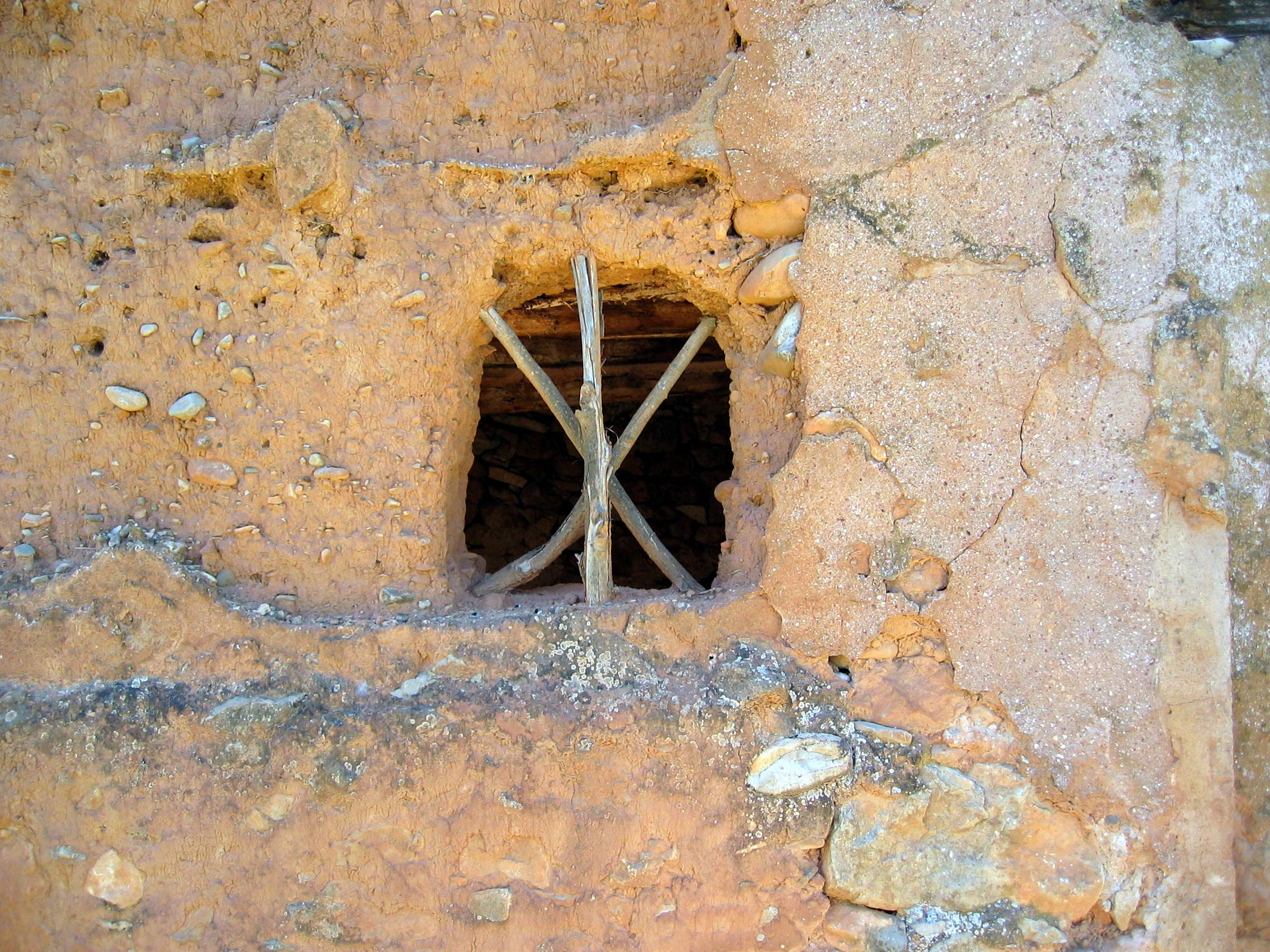
Detalle de ventanuco abierto en un muro de tapial correspondiente a un corral de las «Casas de Guerrero», Ademuz (Valencia), año 2015.

Poco más arriba del conjunto de los caseríos de Guerrero pasa la Carretera Nacional-330, de Alicante y Murcia a Francia por Zaragoza, que corresponde a la variante de esta vía de Manzaneruela (Landete, Cuenca), a Torrebaja (Valencia).